# 太田貴彦
太田 貴彦（おおた たかひこ、1963年2月1日 - ）は、日本の元俳優。本名は太田 毅、旧芸名・太田 直人（おおた なおと）。
静岡県富士市出身。菅原事務所に所属していた。

## 来歴・人物
1983年、テレビドラマ『だから青春 泣き虫甲子園』（NHK）の野球部主将・土井垣役でデビュー。1984年、スーパー戦隊シリーズ『超電子バイオマン』のグリーンツー / 高杉真吾役を演じ、代表作となる。
1990年代前半に太田 貴彦に改名。『特捜ロボ ジャンパーソン』などに出演したのちに芸能界を引退。
バイオマンで共演した牧野美千子によると、2012年時点では実業家として活動しているという。
2012年8月18日に鈴木美潮主催の「赤祭10」にゲスト出演し、約18年ぶりにファンの前に姿を見せた。
同年10月に開催されたレッド・エンタテインメント・デリヴァー主催のイベントにも出演し、バイオマンの主題歌を歌った宮内タカユキと28年ぶりに再会している。
特技は、柔道と車の運転で、国内A級ライセンスを所持している。

## 出演

### テレビドラマ
- 少年ドラマシリーズ / だから青春 泣き虫甲子園（1983年、NHK） - 土井垣 ※太田毅名義
- 月曜ワイド劇場 / 私は女教師（1983年、ANB）
- 超電子バイオマン（1984年 - 1985年、ANB） - 高杉真吾 / グリーンツー
- 太陽にほえろ!（1985年、NTV）
  - 第647話「護送車強奪」 - 西山の共犯
  - 第673話「狼の挽歌」 - 内海辰也
- スケバン刑事 第6話「アイドルを狙え!」（1985年、CX） - 中根真
- 特捜最前線 第452話「遺書・指名手配113号の男!」（1986年、ANB）
- 木曜ゴールデンドラマ（YTV）
  - 孔雀（1986年）
  - 嫁・姑・単身赴任（1986年）
  - 姑入門（1988年）
  - 花むこの母VS花よめの母（1989年）
  - 女たちの家出ごっこ（1990年）
  - 母の離婚・娘の結婚（1991年）
- このこ誰の子?（1986年、CX） - 木村晋一
- 女優競演サスペンス / さよならをいわないで（1987年、KTV）
- NEWジャングル 第15話「俺たちのアダウチ」（1988年、NTV）
- 再婚します。（1988年、THK）
- ばあじんロード（1989年、TBS） - 沢木勇
- さすらい刑事旅情編 第17話「潮騒内房線・花売り女の殺意」（1989年、ANB）
- ゴリラ・警視庁捜査第8班 第29話「明日に向って走れ」（1989年、ANB） - 元不良少年
- 土曜ワイド劇場（ANB）
  - 仮面の人形（1989年）
  - 探偵・神津恭介の殺人推理9 こだま号遠隔マジック!?（1990年）
  - 美しい人妻の危険な旅（1990年）
  - 私兵刑事 トリカブト殺人の謎（1993年） - 上岡記者
- 世にも奇妙な物語 「代打はヒットを打ったか?」（1990年、CX）
- メタルヒーローシリーズ（ANB）
  - 特捜エクシードラフト 第23話「死をよぶ愛の説得」（1992年） - 乾刑事
  - 特捜ロボ ジャンパーソン （1993年） - 小森好次郎 警部
    - 第1話「謎の新英雄!」 - 第4話「牙むく最強軍団」
    - 第8話「見た英雄の顔!!」
- はぐれ刑事純情派V 第10話「美人局!? 結婚詐欺に泣いた男」（1992年、ANB）

### 映画
- 劇場版 超電子バイオマン（1984年、東映） - 高杉真吾 / グリーンツー

### オリジナルビデオ
- コードネームK レディ・コネクション（1991年、松竹）